# هيو كاسيدي
هيو كاسيدي (بالإنجليزية: Hugh Cassidy)‏ هو رافع أثقال ‏ أمريكي، ولد في 31 ديسمبر 1935 في سان فرانسيسكو في الولايات المتحدة.